# Jeppe Kjær (fodboldspiller, født 1985)
 Der er flere personer med dette navn, se Jeppe Kjær.
Jeppe Borild Kjær (født 6. november 1985, Roskilde) er en dansk tidligere professionel fodboldspiller.

## Karriere
Jeppe Kjær begyndte sin fodboldkarriere i Osted IF, inden han skiftede til FC Roskilde. Han var topscorer i FC Roskilde i sæsonen 2010/11. Senere spillede han i HB Køge, inden han i sommeren 2014 skiftede til AGF på en aftale, der oprindelig var gældende frem til sommeren 2016. På grund af manglende spilletid blev han enig med klubben om at ophæve kontrakten ved udgangen af august 2015. Dagen efter kontraktophævelsen skrev han en toårig kontrakt med Lyngby Boldklub. Denne aftale blev den 29. december 2016 forlænget frem til sommeren 2019. Den 25. juni 2019 kunne Lyngby Boldklub i en pressemeddelelse fortælle, at de ikke havde forlænget med Jeppe Kjær, og at han derfor havde forladt klubben.
Den 9. juli 2019 hentede FC Helsingør Jeppe Kjær på en toårig kontrakt.